# Lethrus pygmaeus
Lethrus pygmaeus es una especie de coleóptero de la familia Geotrupidae.

## Distribución geográfica
Habita en Irán.